# Zellige

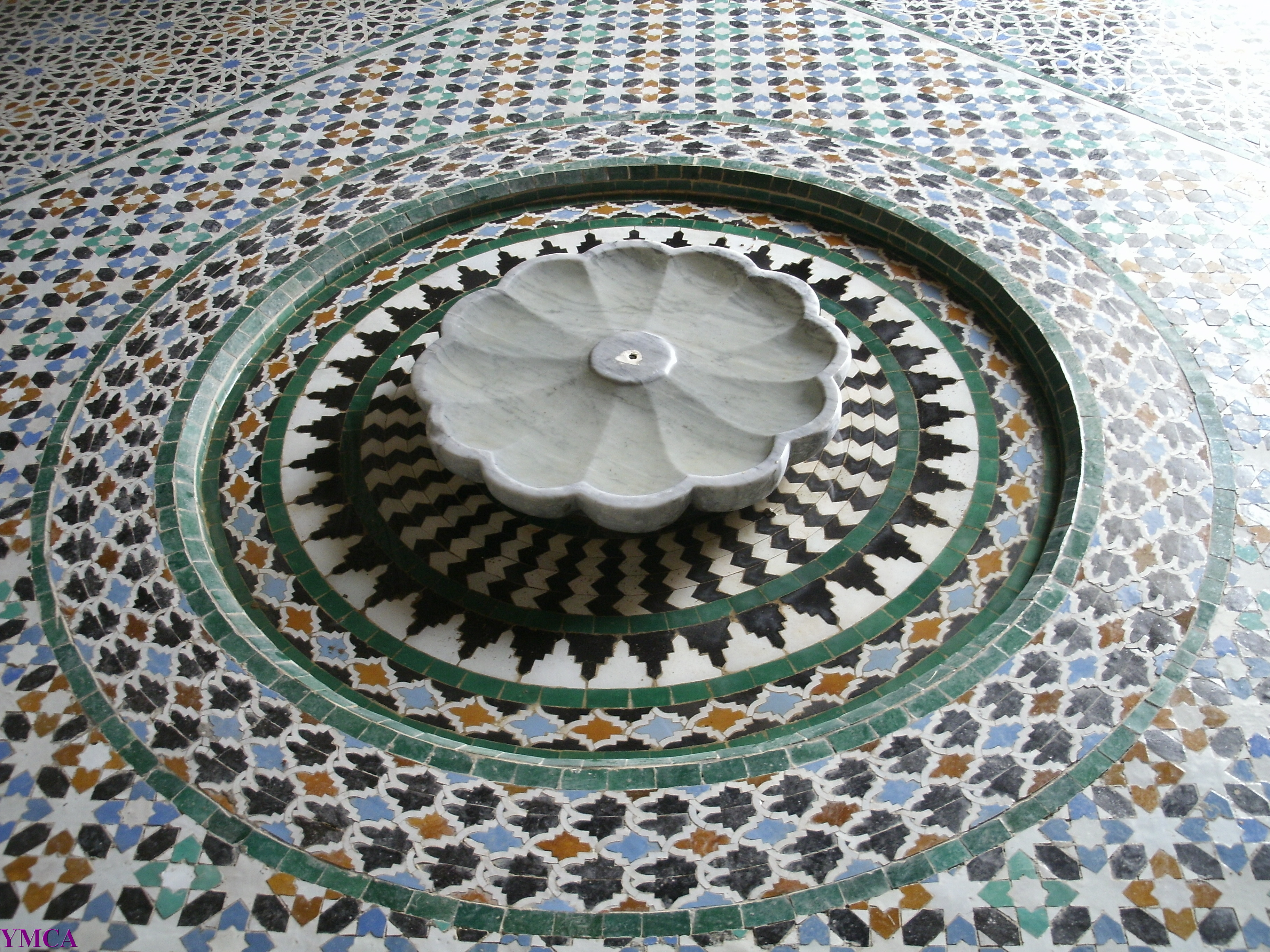
Decorazioni del rivestimento del pavimento del Palazzo Zianide a Tlemcen in Algeria.

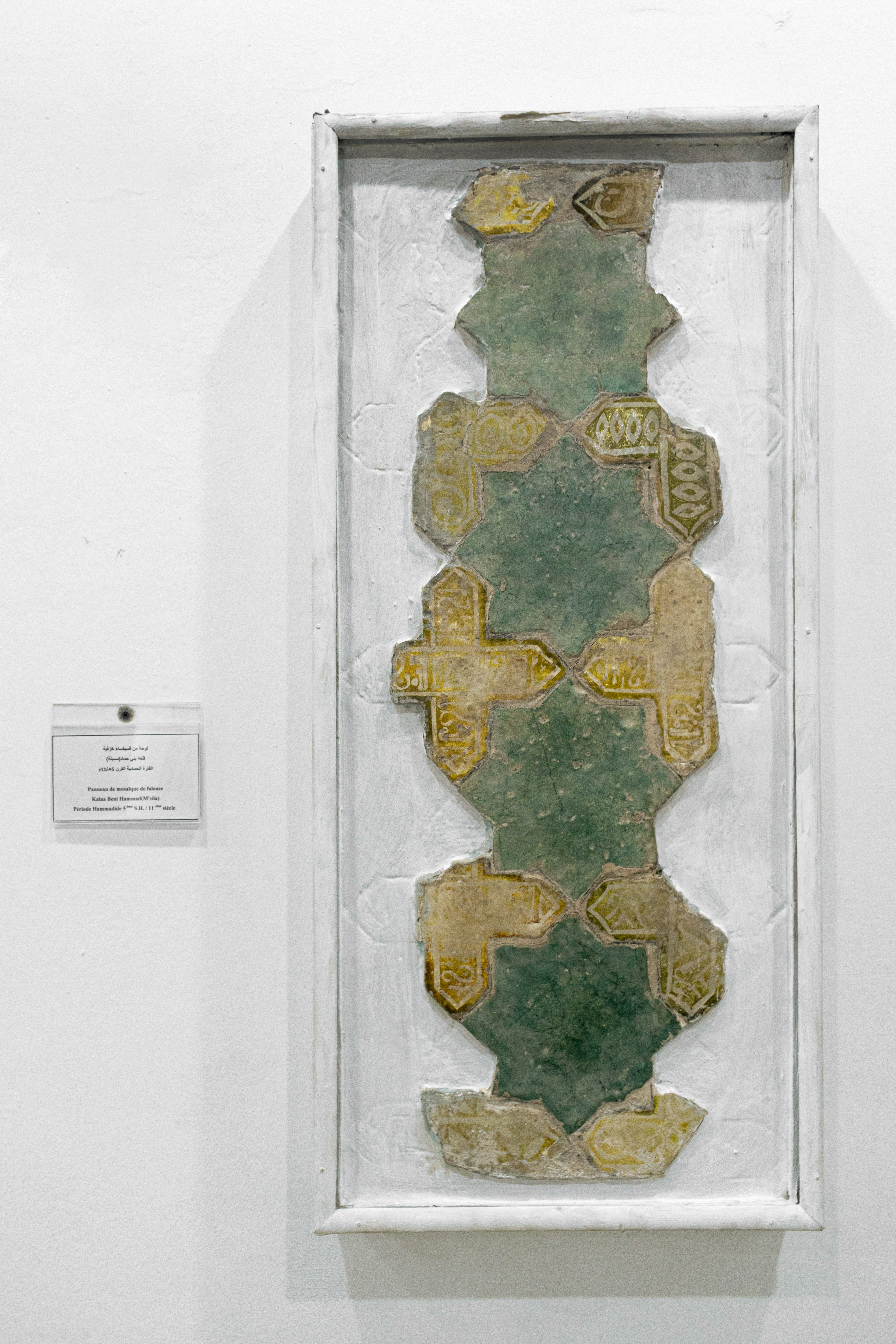
Zellige proveniente dalla Qal'a dei Banu Hammad (attuale Algeria), XI secolo

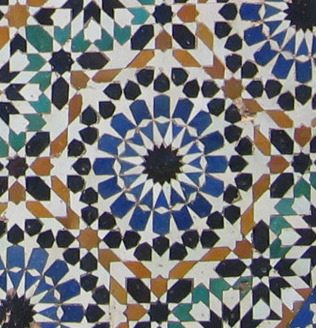
Decorazione in zellige della fontana di piazza El-Hedine a Meknès in Marocco.

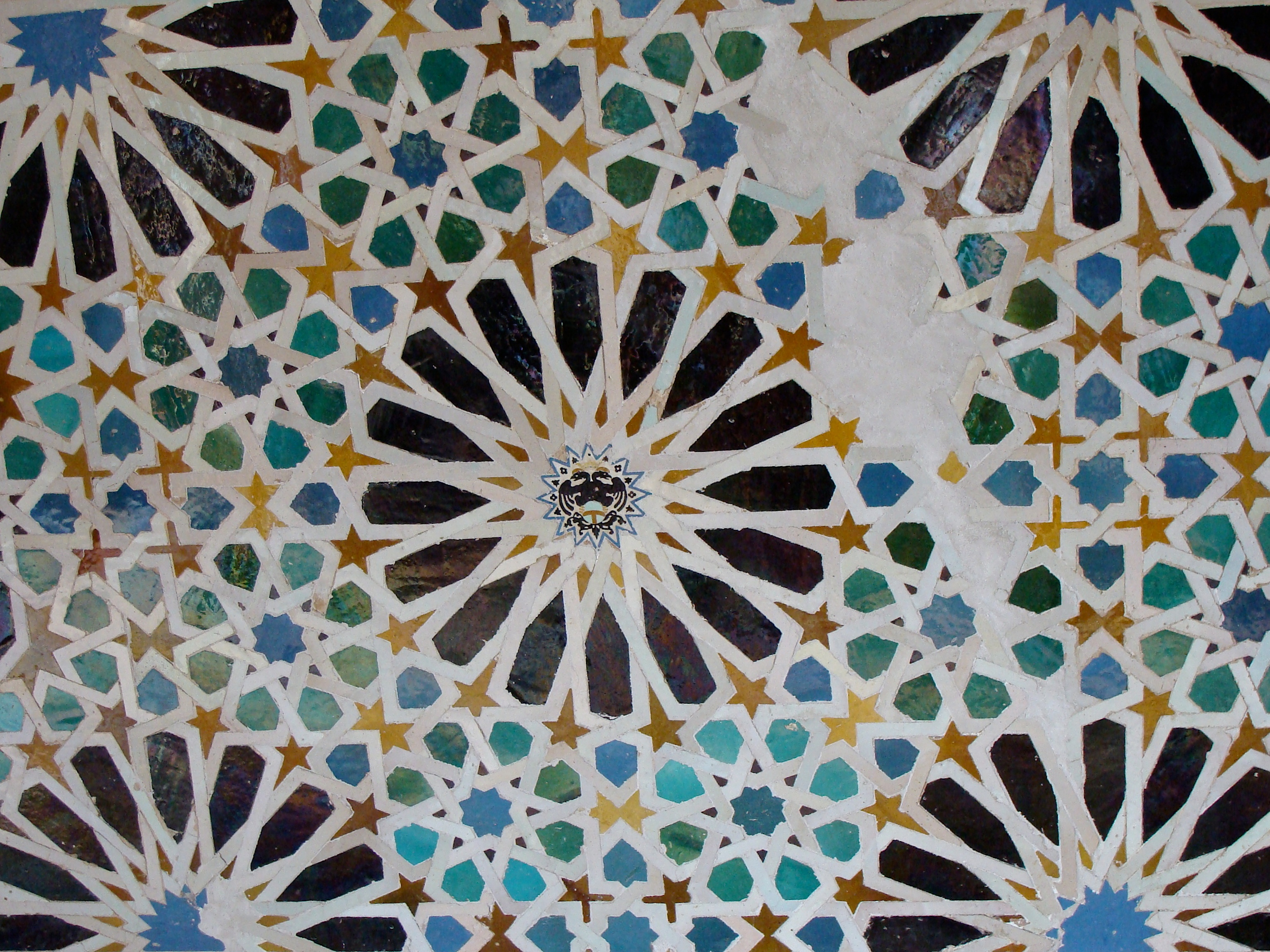
Decorazione hispano-moresca, con l'aquila imperiale di Carlo V, Alhambra, Granada, Spagna.

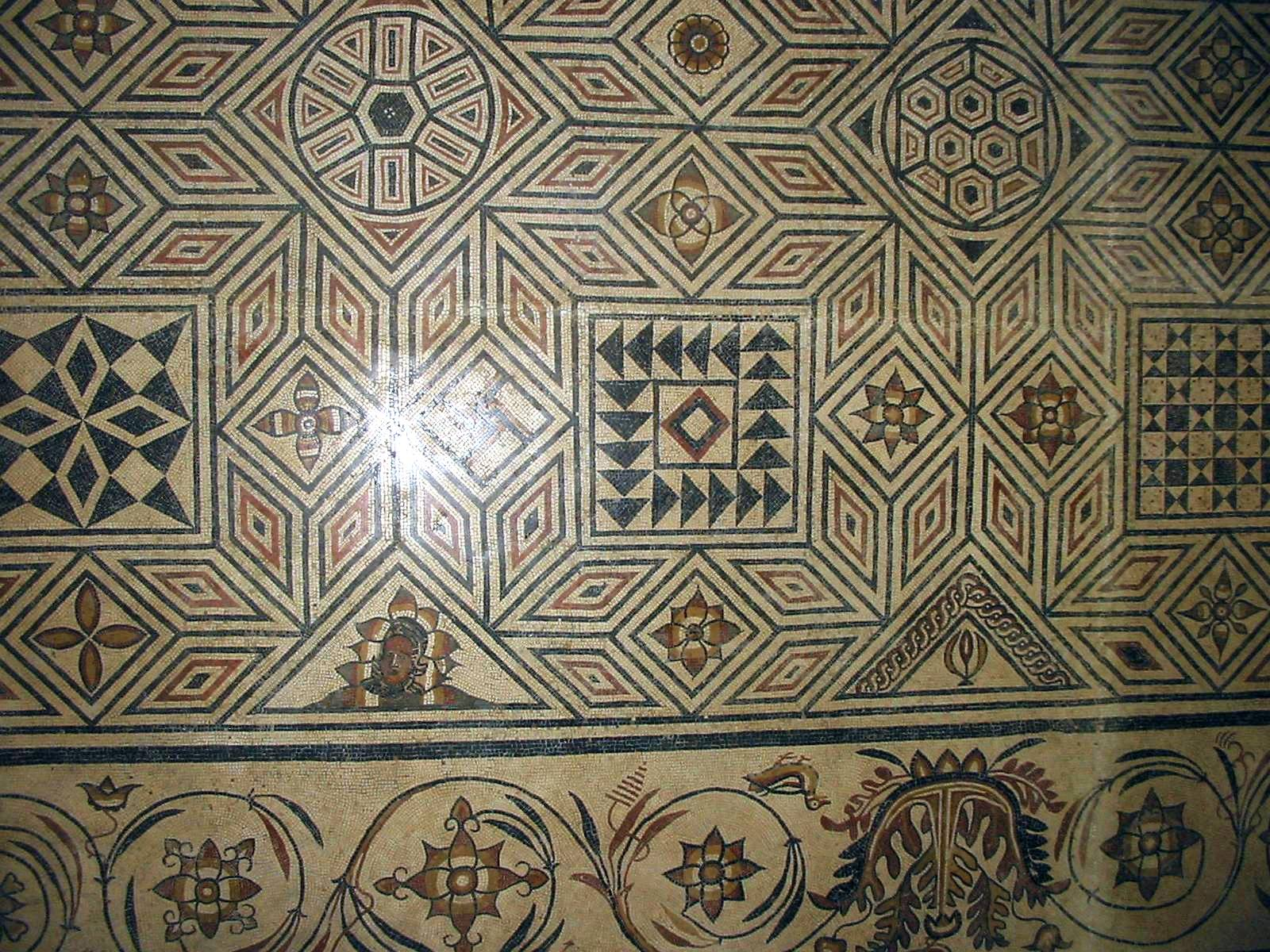
Esempio di mosaico romano.

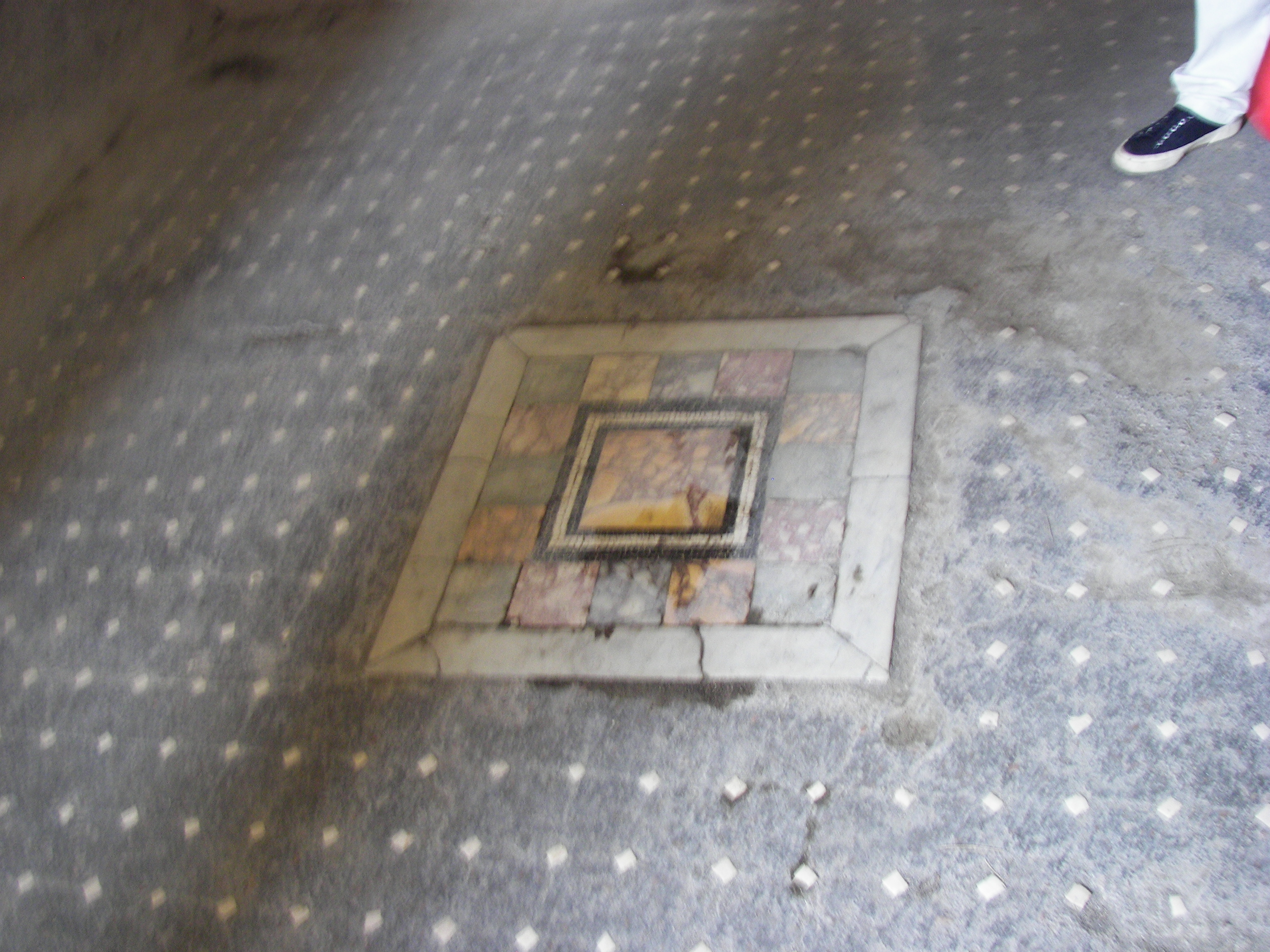
Pavimento in pietra nera con inserti bianchi, I secolo, casa dei Ceii, Pompei.

Lo zellige (dall'arabo ﺯﻟﻴﺞ, zullayj, "ceramica, maiolica, piccola pietra levigata") è un assemblaggio di piastrelle tagliate in terracotta smaltata che riproduce un disegno geometrico grazie alla tecnica della tassellatura.  Le tessere di ceramica compongono una forma a mosaico, e sono collocate su un letto di intonaco.
L'arte dello zellij si sviluppò nel Maghreb e in Andalusia nel Medioevo, soprattutto a partire dall'XI secolo, e fiorì durante il dominio dei Beni Nasridi e dei Beni Merin quando, con l'inclusione dei colori blu, verde e giallo, il colore rosso fu incluso nel XVII secolo. Città come Fez, Meknes
rimangono centri di quest'arte.
Questo settore ha conosciuto una notevole ripresa dagli inizi del XXI secolo, nonostante gli elevati costi di realizzazione delle piastrelle, che per alcune tipologie possono raggiungere i 600 dollari al metro quadrato.

## Etimologia
La parola zillīj (زليج) deriva dal verbo zalaja (زَلَجَ) che significa "scivolare", in riferimento alla superficie liscia e smaltata delle piastrelle. La parola azulejo in portoghese e spagnolo, che si riferisce a uno stile di piastrelle dipinte in Portogallo e Spagna, deriva dalla parola zillīj. In Spagna, la tecnica delle tessere di mosaico utilizzata nei monumenti storici islamici come l'Alhambra viene chiamata anche alicatado, una parola spagnola derivante dal verbo arabo qata'a (ﻗَﻄَﻊَ) che significa "tagliare".

## Storia
Lo zellige è un elemento architettonico maghrebino, di provenienza berbera e hispano-moresca, che si adatta perfettamente agli stili contemporanei di decorazione preservando così la produzione artigianale. Venne rinvenuto sotto forma di frammenti a Al-Mansuriyya in Tunisia, probabilmente risalenti alla fondazione dei Fatimidi della metà del X secolo o all'occupazione degli Ziridi, tribù originaria dall'Algeria, della metà dell'XI, il che suggerisce che la tecnica potrebbe essersi sviluppata nel mondo islamico occidentale intorno a questo periodo. Georges Marçais ha sostenuto che questi frammenti, insieme a decorazioni simili trovate a Mahdia, indicano che la tecnica probabilmente ebbe origine in Ifriqiya(attuali Tunisia ed Algeria orientale) e fu successivamente esportata più a ovest.
Nell'XI secolo questa tecnica aveva raggiunto un livello sofisticato nel mondo islamico occidentale, come attestato negli elaborati pavimenti rinvenuti nella Qal'a dei Banu Hammad in Algeria. Probabilmente derivato dal mosaico romano e bizantino, lo zellige tradizionale apparve prima in Algeria e Tunisia fino ad arrivare in Marocco nel X secolo nelle tonalità di bianco e bruno, per poi espandersi nel XIV secolo sotto la dinastia dei Merinidi, con l'utilizzo del blu, del verde e del giallo. Il rosso verrà utilizzato solo dal XVII secolo. I vecchi smalti con i colori naturali sono stati utilizzati fino all'inizio del XX secolo, con un largo uso dalla da parte della dinastia merinde, specialmente a Fès.

## Fabbricazione
Lo zellige viene prodotto a partire dall'argilla che viene estratta sotto forma di blocchi i quali vengono immersi in vasche chiamate “zoba” per un giorno e una notte. L'operaio dunque la impasta con mani e piedi durante la notte fino a renderla liscia, la taglia e la distende al sole, la appiattisce con un martello, la leviga ed infine su una tavola di legno la divide in pezzi di forma rettangolare pari a 10 centimetri quadrati. A questo punto quando l'argilla si è asciugata, i pezzi vengono messi in un forno apposito per la prima volta ad essere essiccati. Dopo questa fase, la parte anteriore del quadrato viene rapidamente intinta in una miscela di vernice prima di metterla in forno una seconda volta per ottenere dopo la cottura diversi colori; la temperatura all'interno raggiunge gli 800 gradi, permettendo di fissare il colore sulla piastrella.
Infine vengono disegnate le forme dei pezzi e poi intagliati delicatamente a mano, utilizzando un martello di ferro per dividere questi quadrati in piccoli pezzi di diverse forme in base al modello da realizzare.
Questa fornace è di natura speciale in quanto viene riscaldata dal basso e i quadrati vengono posti per bruciare in un ordine specifico. In basso troviamo i colori che resistono molto al calore, come i quadrati bianchi, e in alto troviamo i quadrati che non tollerano il calore, come il verde. Possiamo anche mettere i quadrati di un colore in un forno, e questo è ciò che ci porta a non dare sempre importanza alla sensibilità di alcuni colori al calore. Dopo ventiquattr'ore le scatole vengono sfornate e vengono monitorate e classificate per colore.
Dopo la frantumazione e l'intaglio, i pezzi vengono disposti secondo forma e colore, uno dopo l'altro, su un fondo liscio rivestita per guidare il produttore nel processo di creazione della forma desiderata. Quando le piccole tessere prendono la loro forma finale, e dopo aver assemblato i piccoli pezzi sulla “tavola”, il produttore spruzza una miscela di gesso e cemento, che lavora per unire e fissare questi pezzi tra loro. Dopo questo processo viene versata una miscela di cemento, sabbia e acqua sul dipinto e viene lasciato asciugare.
Oggi, la gamma di colori si è ampliata ed è ricca di colori brillanti. Il materiale può essere naturale o smaltato e può essere messo in posa in modo semplice o a spina di pesce. Lo zellige è utilizzato per decorare pareti, fontane, pavimenti e molto altro.I motivi e le forme dei quadri sono tra i più disparati, dalle forme geometriche più comuni come i quadrati fino ad arrivare a stelle con numero variabile di punte.

## Galleria d'immagini

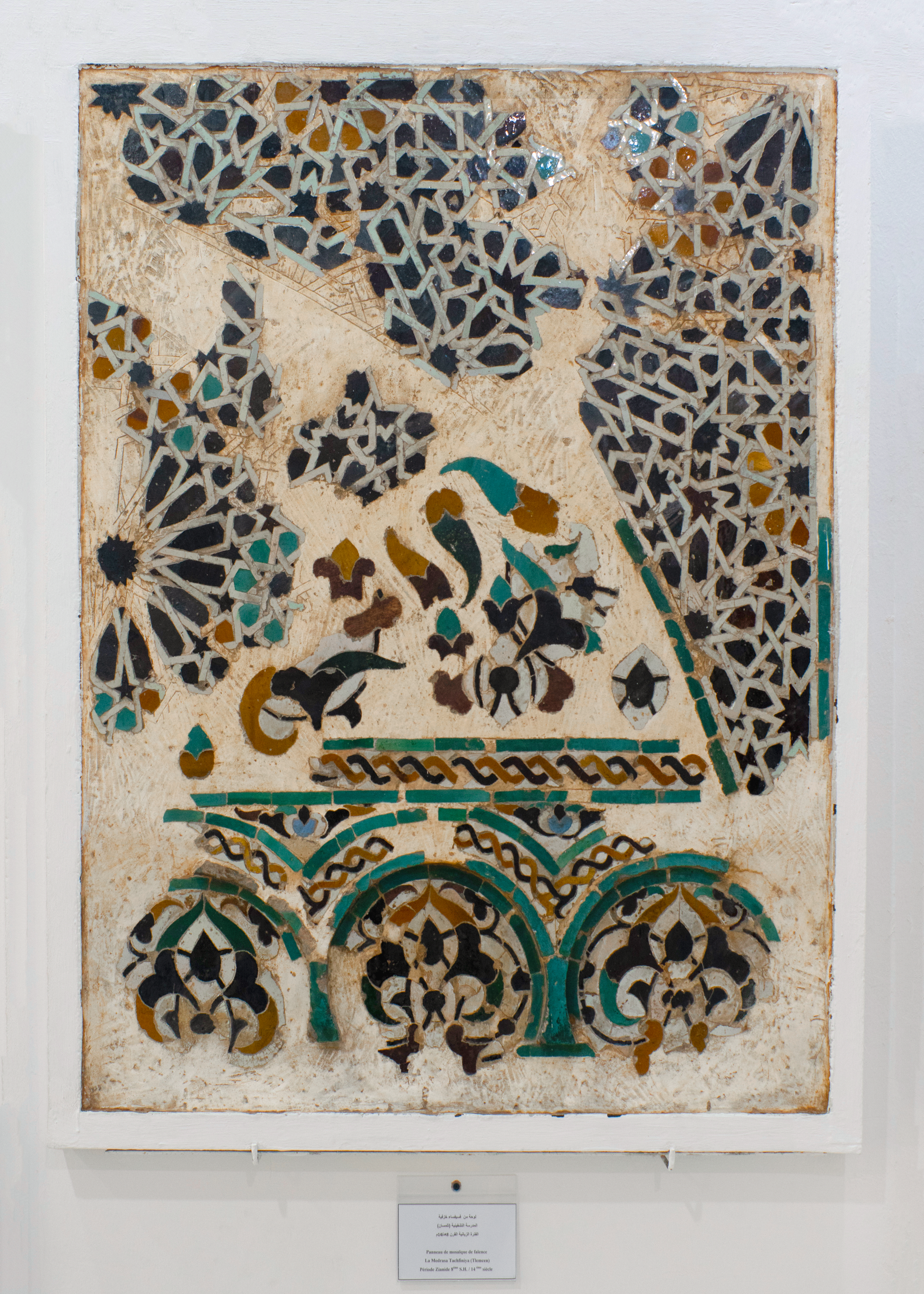
Zellige della Madrasa Tachfiniya di Tlemcen
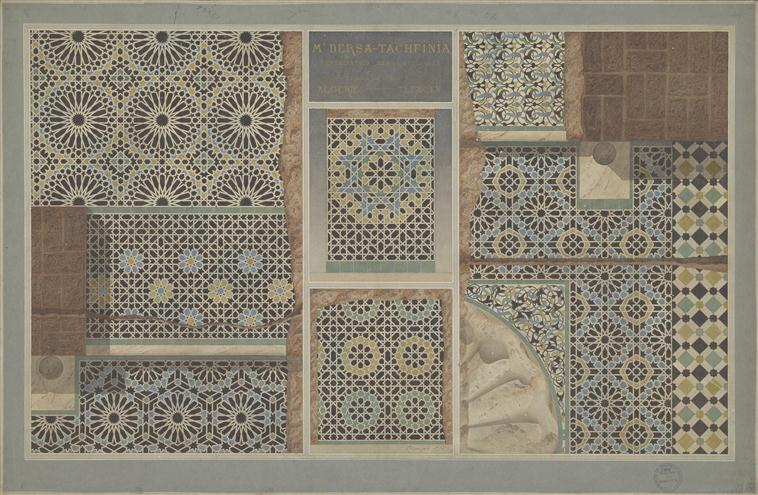
Disegno ad acquerello che registra vari modelli di zellige nella Madrasa Tashfiniya di Tlemcen del XIV secolo, prima della sua demolizione nel XIX secolo
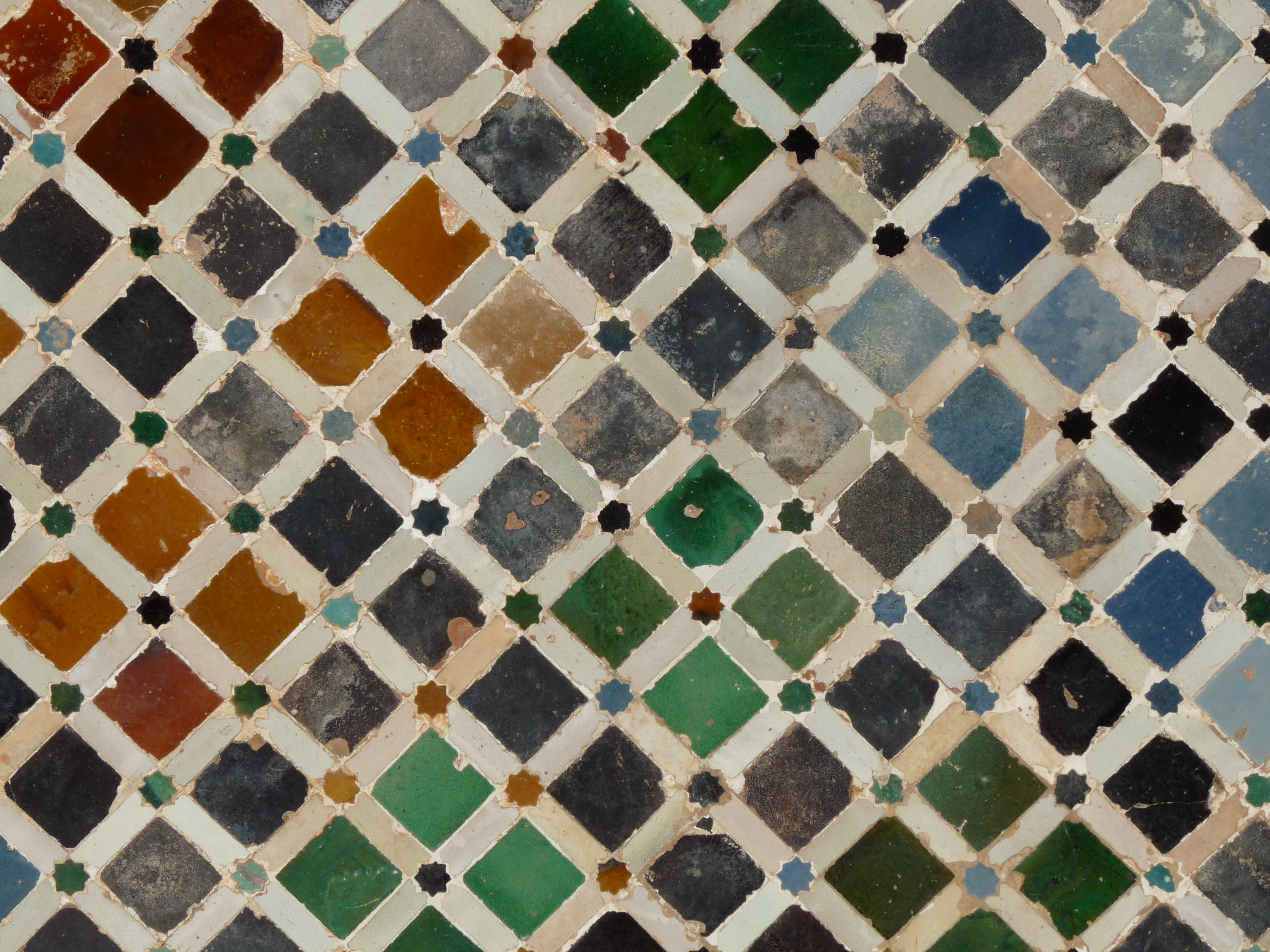
Zellige con motivo a scacchiera e stelle ad otto punte nell'Alhambra.
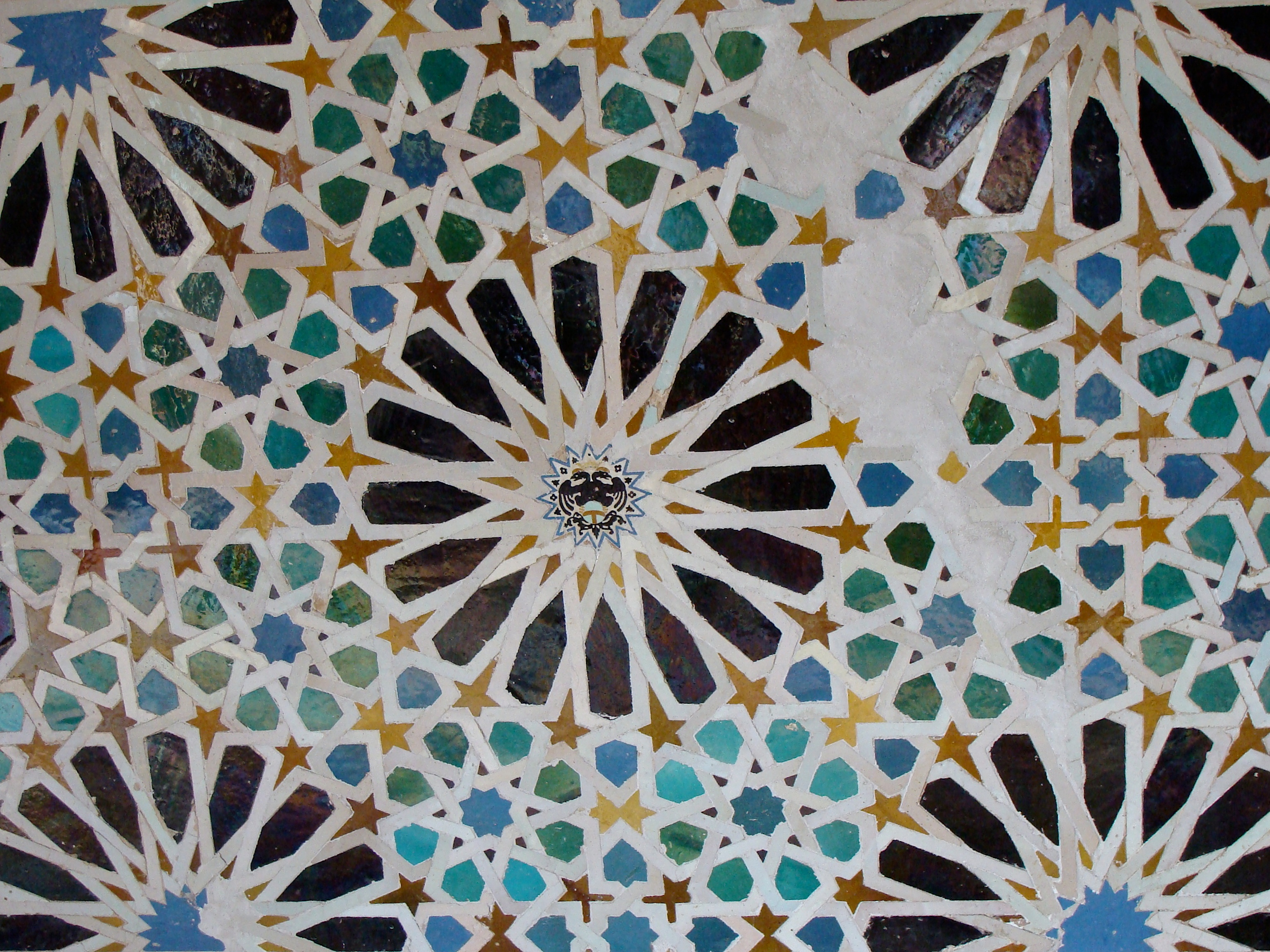
Pannelli con motivi con stelle a 16 punte all'Alhambra di Granada (XIV secolo; con successivo stemma spagnolo inserito al centro)
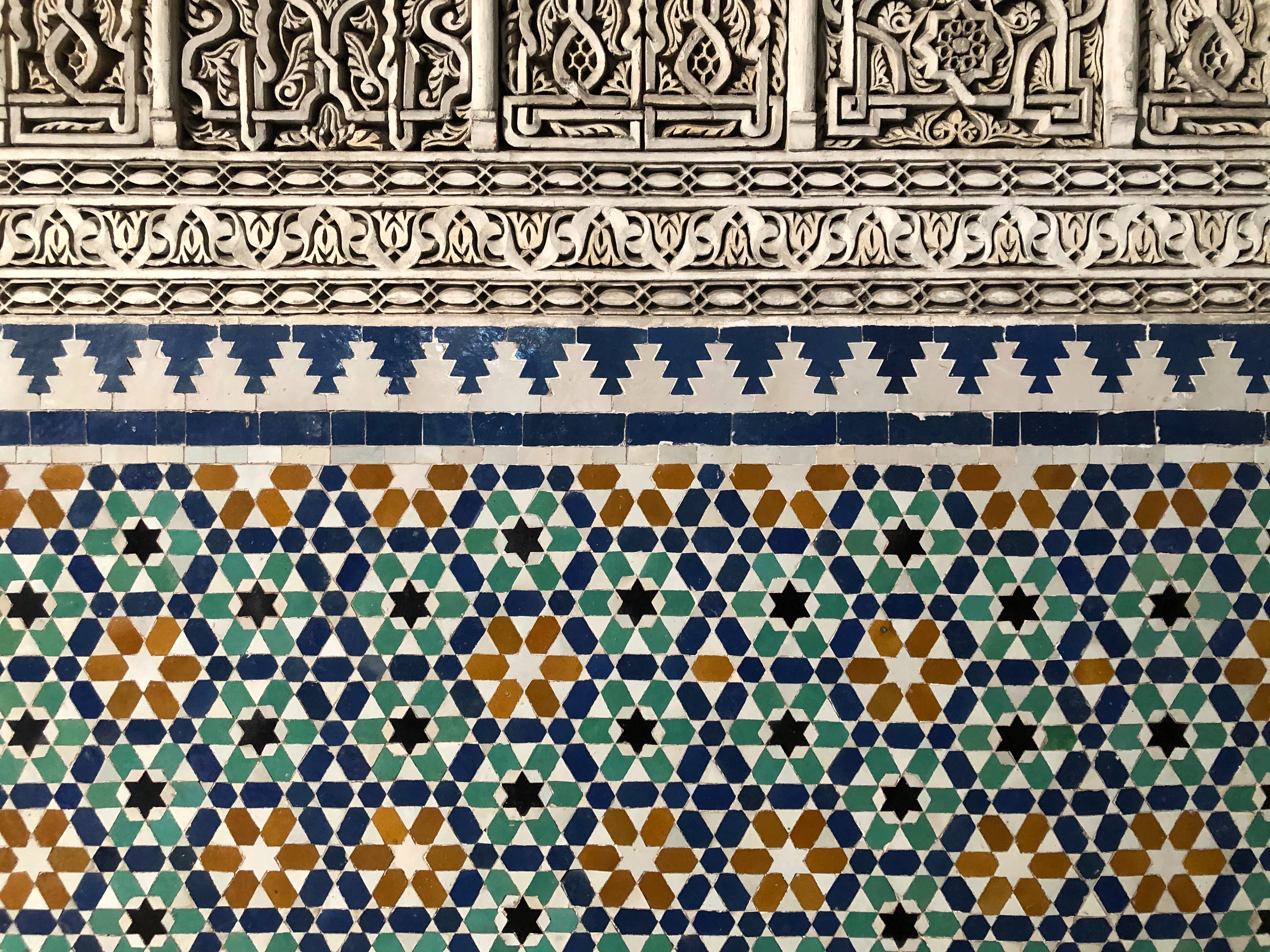
Zellige del XX secolo nel Mahkamat al-Pasha a Casablanca, in Marocco.
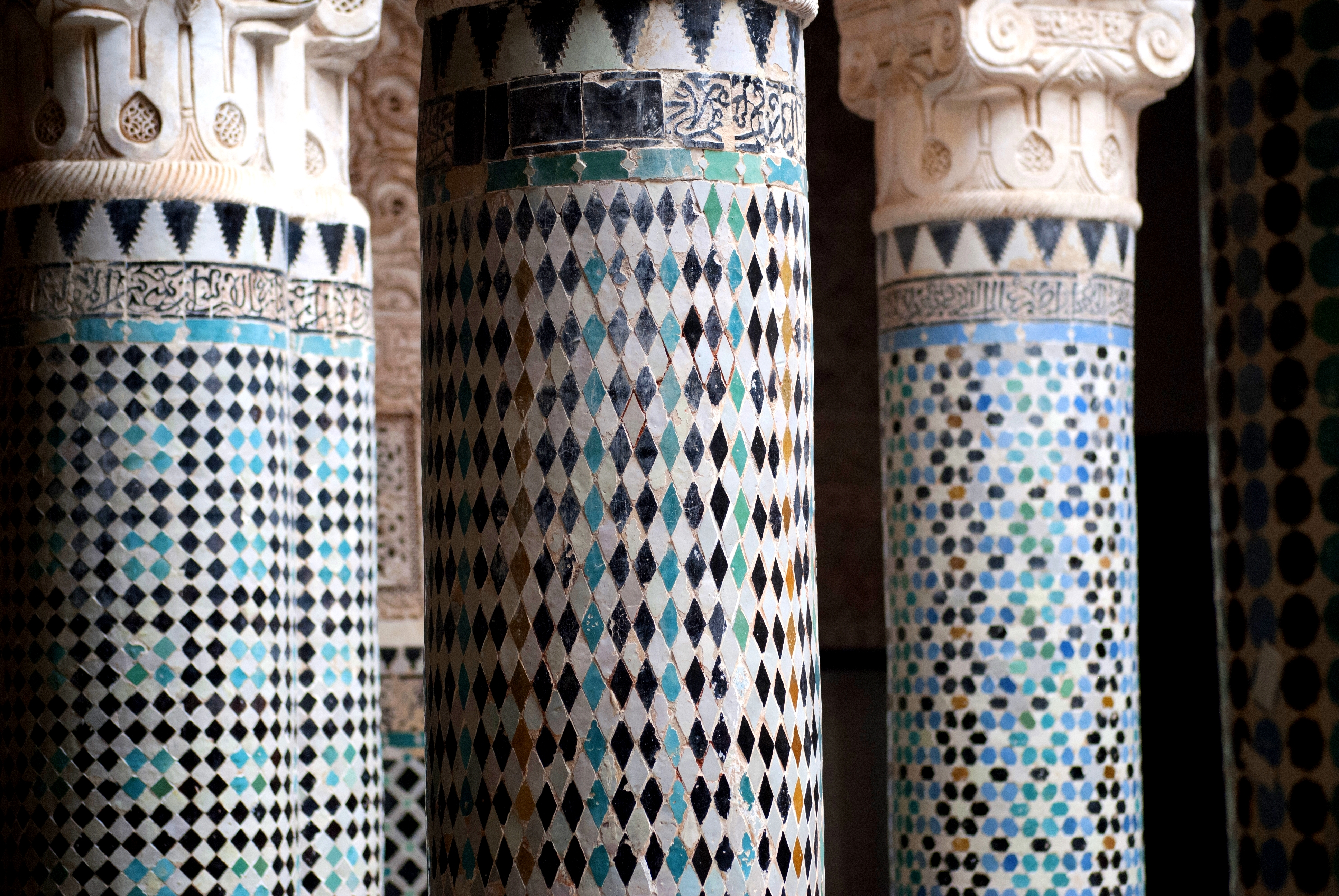
Zellige applicato a superfici curve nella Madrasa Marinide di Salé (XIV secolo)
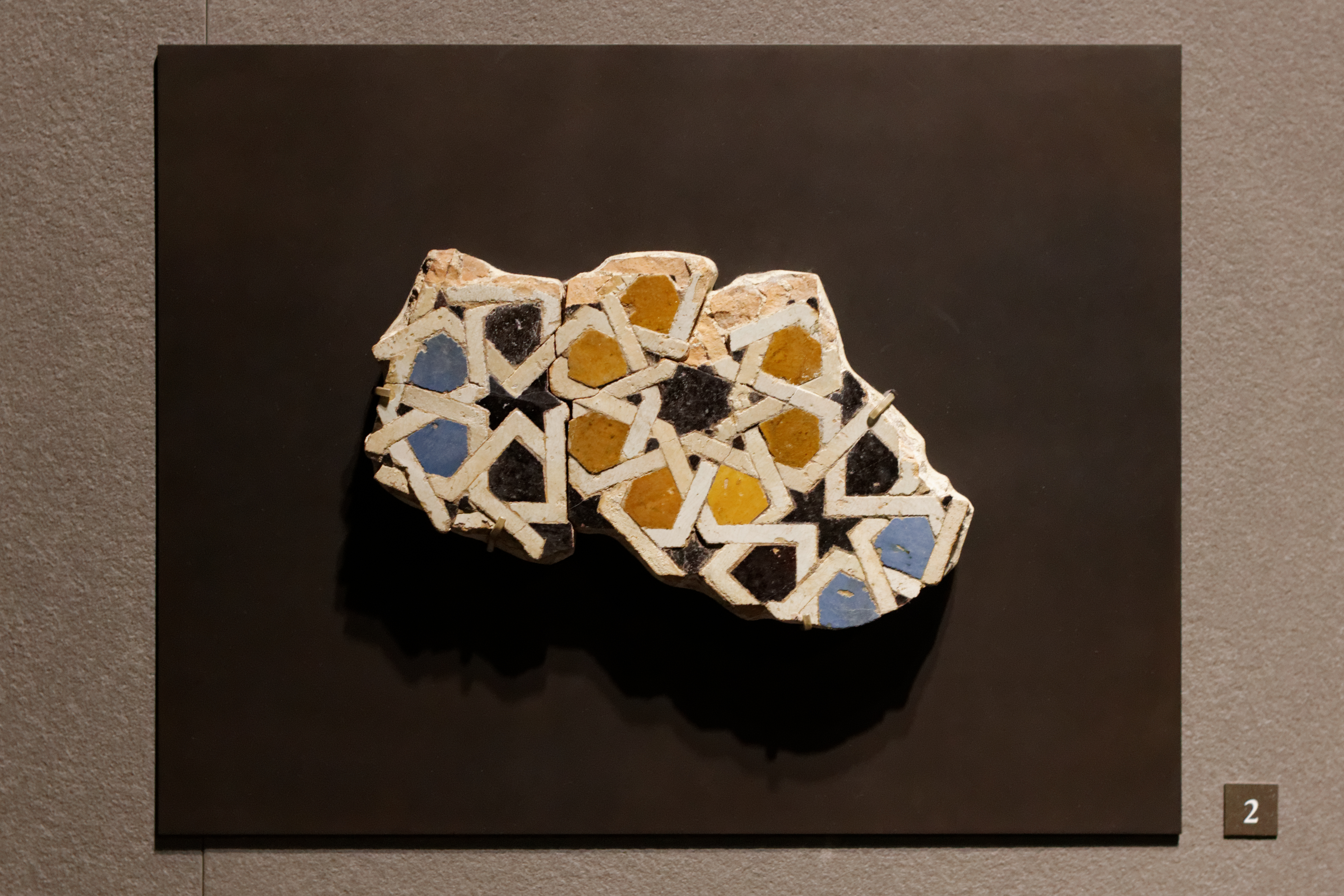
Frammento di Zellige proveniente da Tlemcen, Algeria, del XIV secolo.
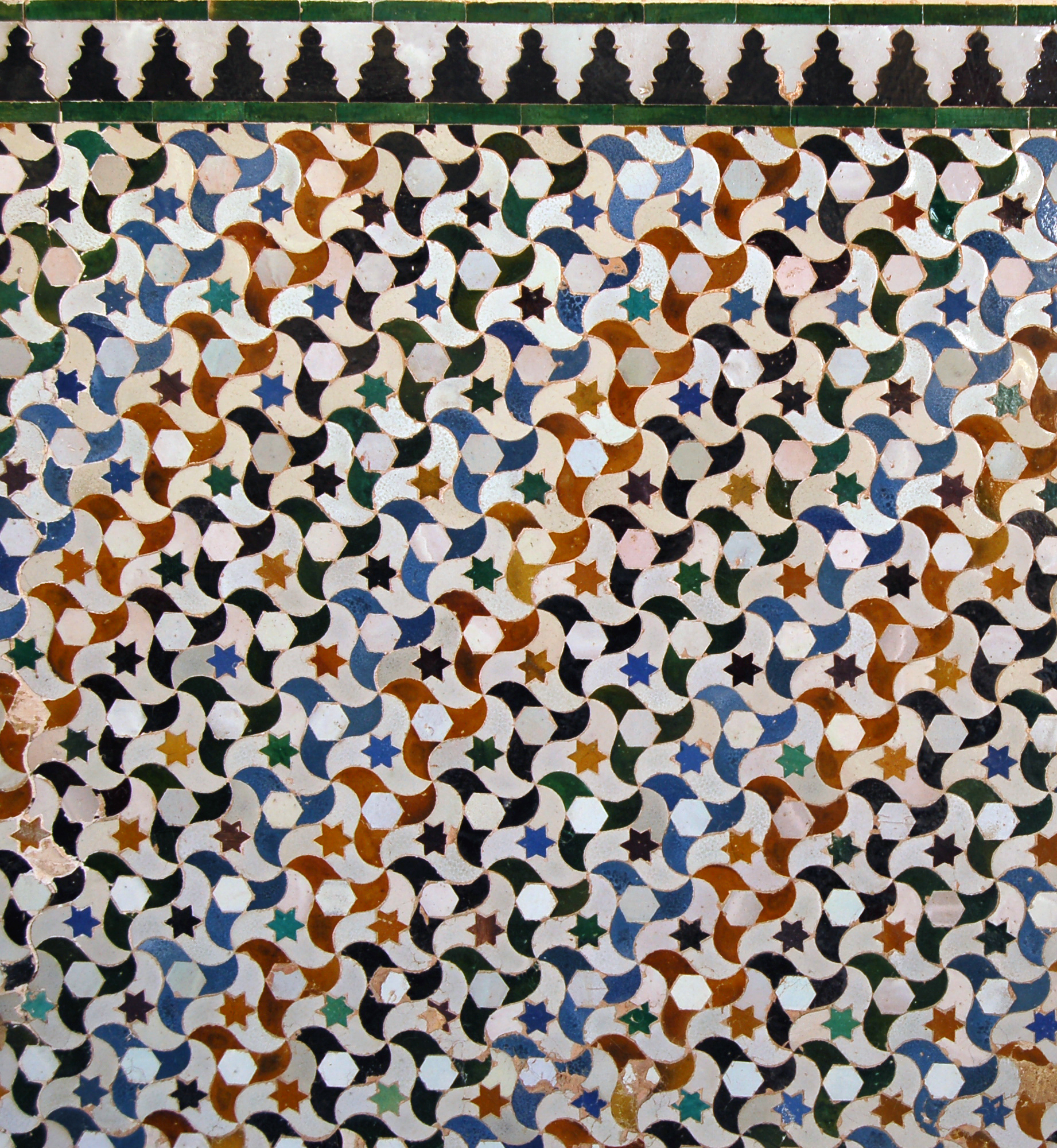
Zellige con il cosiddetto motivo "dell'uccello nasride" all'Alhambra (XIV secolo)
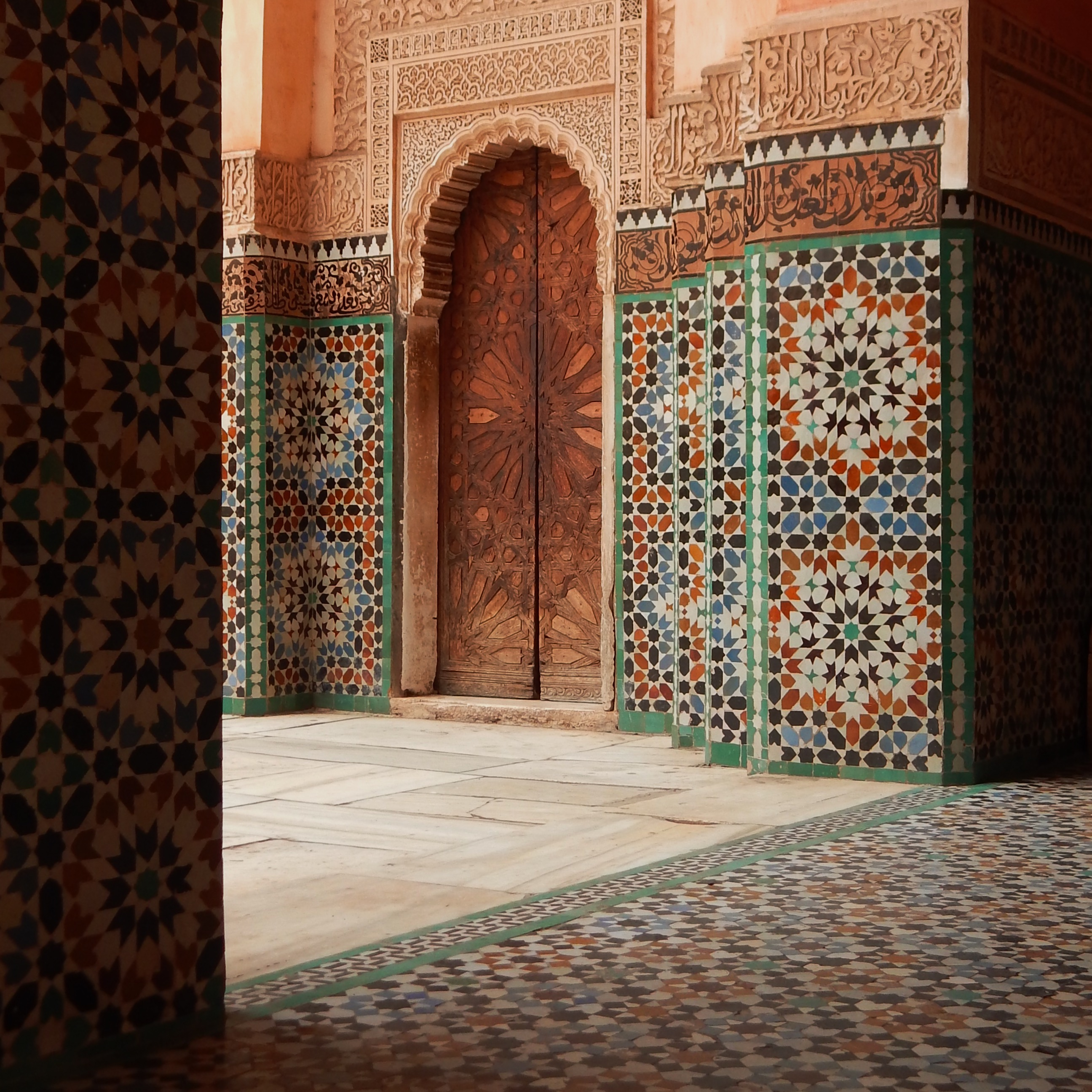
Madrasa di Ben Youssef a Marrakech (XVI secolo)
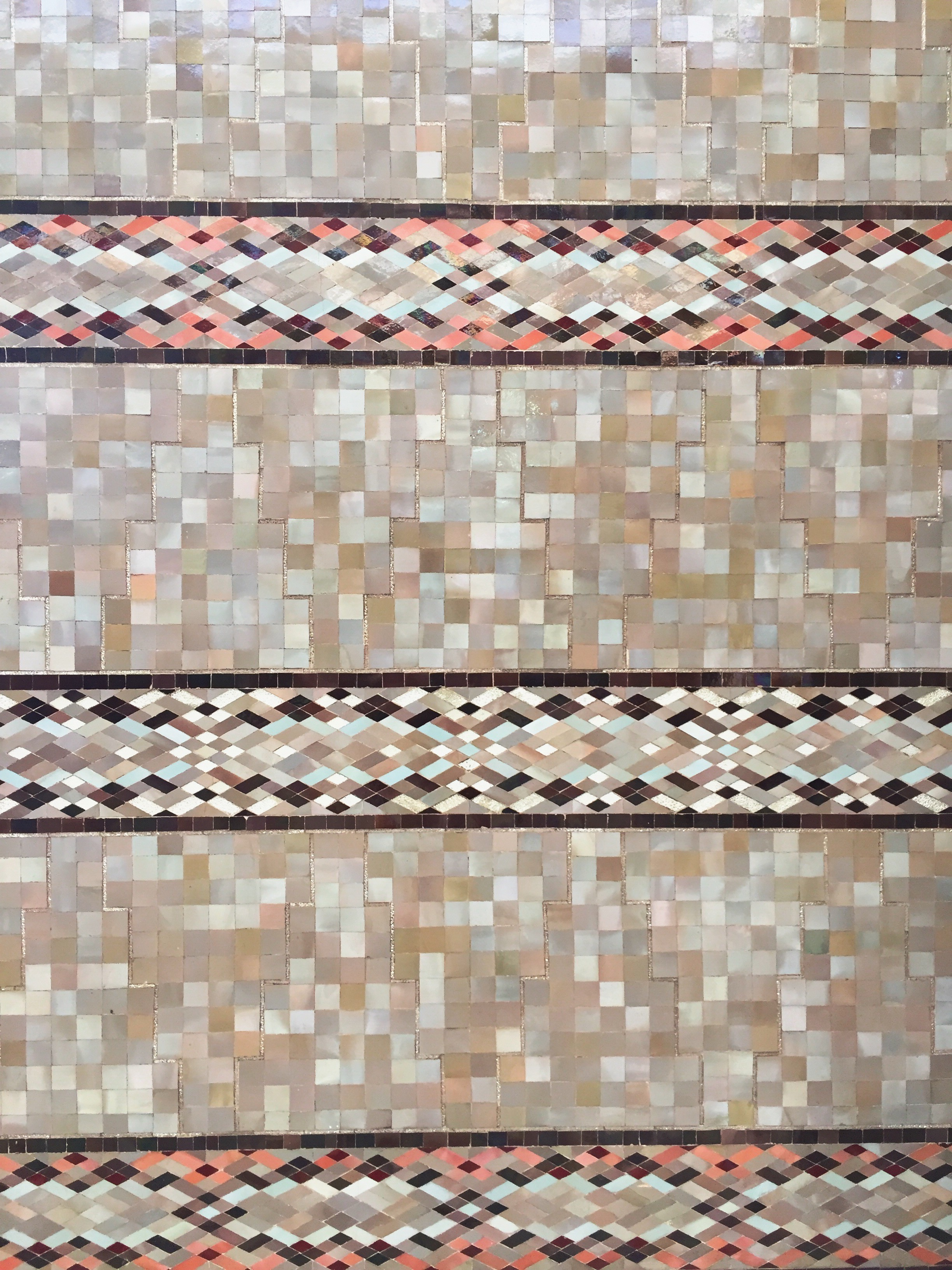
Lo zellige reinterpretato da Edmond Brion alla Bank Al-Maghrib di Casablanca
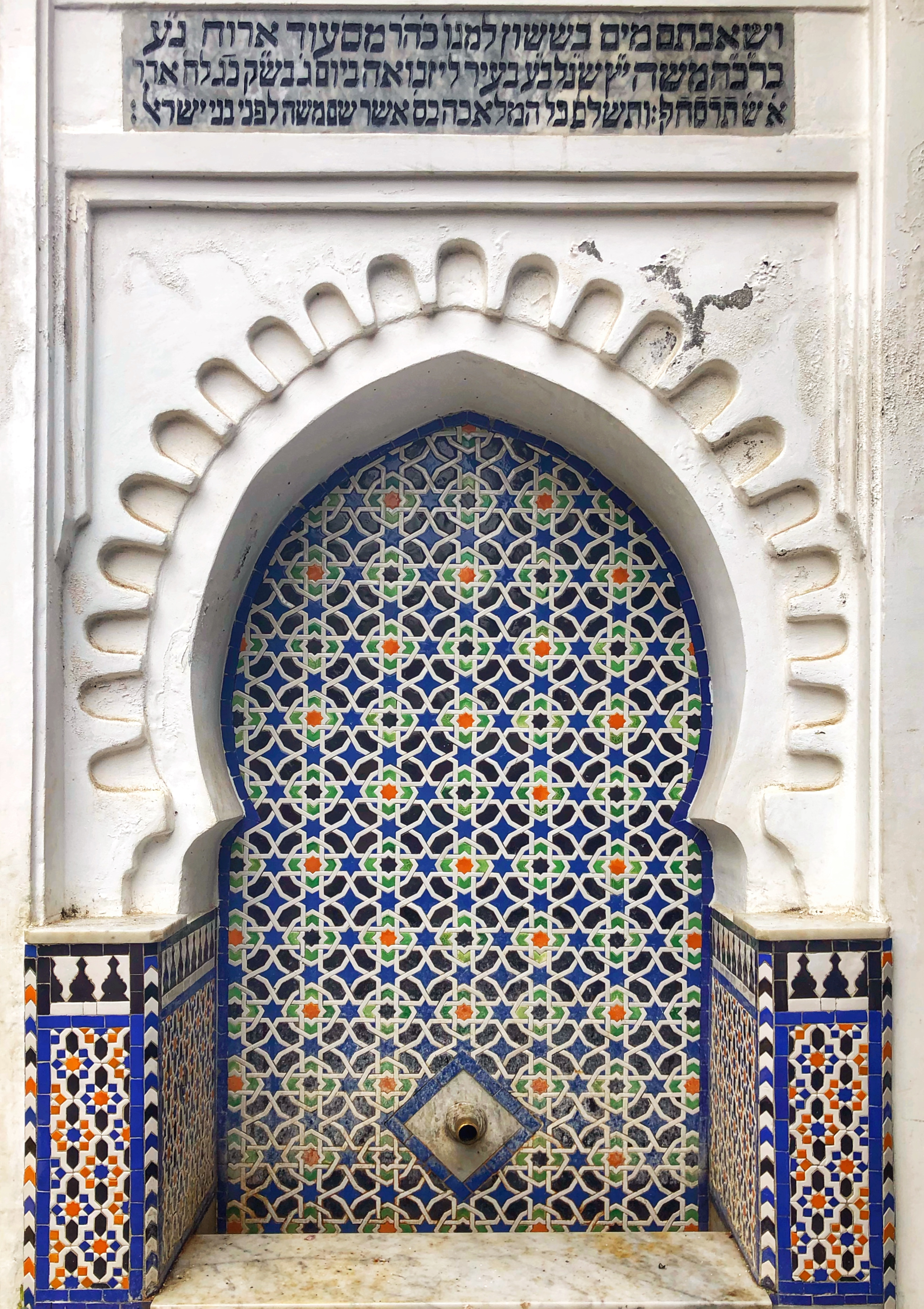
Esempio di zellige a Tétouan (su una fontana nel Mellah)